# آندره کلمت
آندره کلمت (فرانسوی: André Calmettes‎; ۱۸ اوت ۱۸۶۱ –۱۴ مارس ۱۹۴۲) بازیگر و کارگردان فیلم اهل فرانسه بود.
وی کارگردان فیلم‌هایی همچون سوءقصد به جان دوک گیز و ریچارد سوم بوده‌است. کلمت همچنین برندهٔ جوایزی همچون لژیون دونور (شوالیه) شده‌است.